# 笠田渡船
笠田渡船（かさだとせん）は、木曽川で運航されていた渡し船である。笠田渡しとも呼ばれる。

## 概要
岐阜県羽島郡川島町（現在の岐阜県各務原市）内の木曽川本流で運航され、川島町笠田町（現在の各務原市川島笠田町）と川島町松原町（現在の各務原市川島松原町）を結んでいた。1962年（昭和37年）に上流約300メートルに川島大橋が完成したことにより廃止となった。
渡船場跡地は、川島笠田町側が笠田公民館（笠田分校跡地）の南の堤防、川島松原町側が木曽川本流と鉄砲川の合流点であった。川島笠田町側の渡船場跡地は案内板が設置されている。
笠田渡船は元々はかつての木曽川本流（現在の北派川）にあり、現在の羽島郡笠松町米野と各務原市川島笠田町を結び、愛知県一宮市から大野渡船、川島町内、笠田渡船を経て岐阜市東部へ向かうルートであった。木曽川の河川改修工事により新たな木曽川本流が笠田と松原の間に移ったのに伴い、1929年（昭和4年）に新たな木曽川本流に移った。1929年（昭和4年）以前のルートは現在の県道93号もぐり橋（河川敷道路）に該当する。

## 歴史
設置時期は不明だが、鎌倉時代に親鸞が利用したと伝わっている。
1586年（天正14年）6月24日、木曽川の洪水により現在の木曽川の流路の元ができる。その後、尾張国と美濃国の境が変更され、尾張国葉栗郡より、美濃国羽栗郡に変更され、美濃国羽栗郡米野村と笠田島村を結ぶ渡船となる。この頃から別名として梅ノ木渡しと呼ばれるようになる。
1600年（慶長5年）、関ヶ原の戦いの前哨戦の河田木曽川渡河の戦いが行われ、笠田渡船が利用される。
弘化年間、米野村と笠田島村との取り決めで、ひと月で米野村が20日、笠田島村が10日舟を出し、賃料は無料としていた。利用者は笠田島村の住民が多かったという。
1885年（明治8年）、羽栗郡松原島村と羽栗郡笠田島村を結ぶ木曽川渡船が設置される。
1911年（明治44年）、渡船の負担の問題により、米野側と笠田島側とで別々に渡船を運航する。そのため、米野側が運航する渡船は米野渡船、笠田側が運航する渡船は笠田渡船と呼ばれるようになる。米野側の渡船は岡田式渡船装置を採用し運航するが、程なく通常の渡船に戻る。
1929年（昭和4年）、木曽川の河川改修工事により、木曽川本流が松原島と笠田島の間に移る。米野側の運航する米野渡船は消滅。笠田渡船は松原島と笠田島を結ぶ渡船に変更され、従来松原島と笠田島を結んでいた木曽川渡船は廃止となる。
1962年（昭和37年）、上流に川島大橋が架橋されたことにより廃止。

## その他
1961年（昭和36年）から1962年（昭和37年）にかけて、笠田渡船の様子が記録映像として撮影された。一般公開はされず、旧・川島町では1975年（昭和50年）代頃まで教育の一環として上映されていた。その後、2016年（平成28年）11月に岐阜地区のケーブルテレビのCCNで放送されている。
川島大橋は橋脚の傾きにより2021年（令和3年）5月28日より通行止めとなり、架け替えのため同年12月1日から橋脚及び上部構造部の撤去が開始された。また、笠田地区の小中学生、住民のために歩行者用の仮橋の建設も着手され、旧・笠田渡船跡付近に建設されることになる。仮橋は2022年（令和4年）8月26日に運用開始となった。